# 查克托哈奇国家森林
查克托哈奇国家森林（英語：Choctawhatchee National Forest）是美国的一处国家森林，1908年11月27日由美国总统西奥多·罗斯福建立，位处佛罗里达州，占地面积1,152英畝（4.66平方），最近的城市为塔拉哈西。

## 外部連結
1. ↑  .   [2022-02-10]. （原始内容存档于2020-04-07）.